# El cantant espanyol
El cantant espanyol és un oli sobre llenç, realitzat el 1860 pel pintor francès Édouard Manet, conservat des de 1949 al Museu Metropolità d'Art de Nova York.

## Descripció
Signat i datat a la dreta: Manet 1860. Va ser pintat en l'estudi de Manet, servint-se d'un model a qui tornaria a utilitzar almenys en una altra pintura.1 La pintura, realista en la seva representació del tema exòtic, mostra la influència que va tenir l'art espanyol en l'estil de Manet, especialment el de Diego Velázquez. Manet, gràcies a aquesta pintura, va obtenir per primera vegada una menció honorífica en el Saló de París de 1861, on també va exhibir el retrat dels seus pares.
El cantant espanyol va merèixer crítiques positives i va guanyar una menció. Va ser apreciat per l'escriptor francès Charles Baudelaire i pel periodista i crític literari Théophile Gautier, qui va lloar la pintura pel seu «color molt veritable » y «pinzellada enèrgica».Manet es va convertir en líder del moviment d'avantguarda i va inspirar un grup d'artistes joves, incloent Henri Fantin-Latour i Carolus Duran, qui va decidir visitar l'estudi de Manet.

## Temes espanyols per Manet al MET

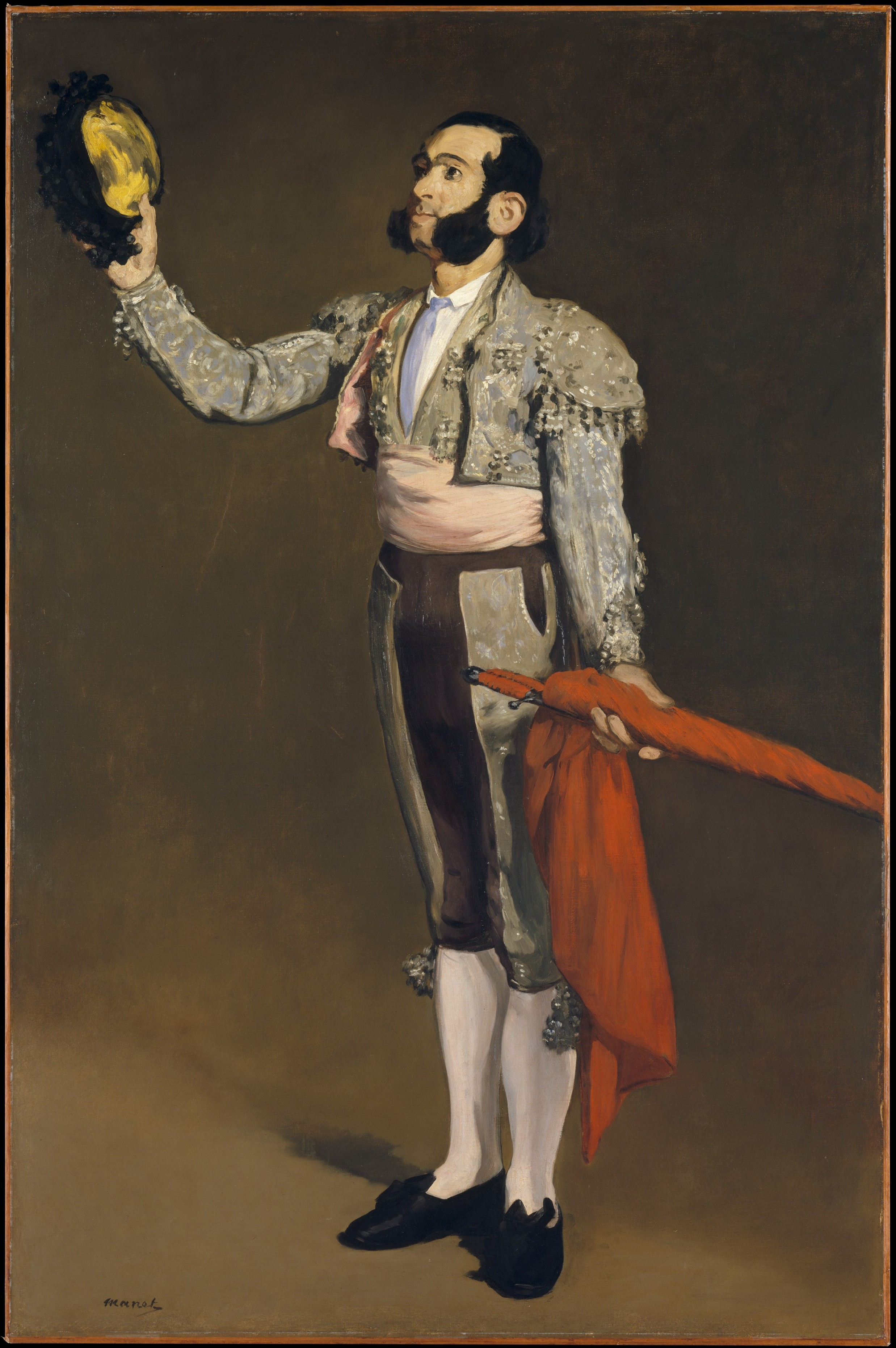
Salutació de torero 1866–67
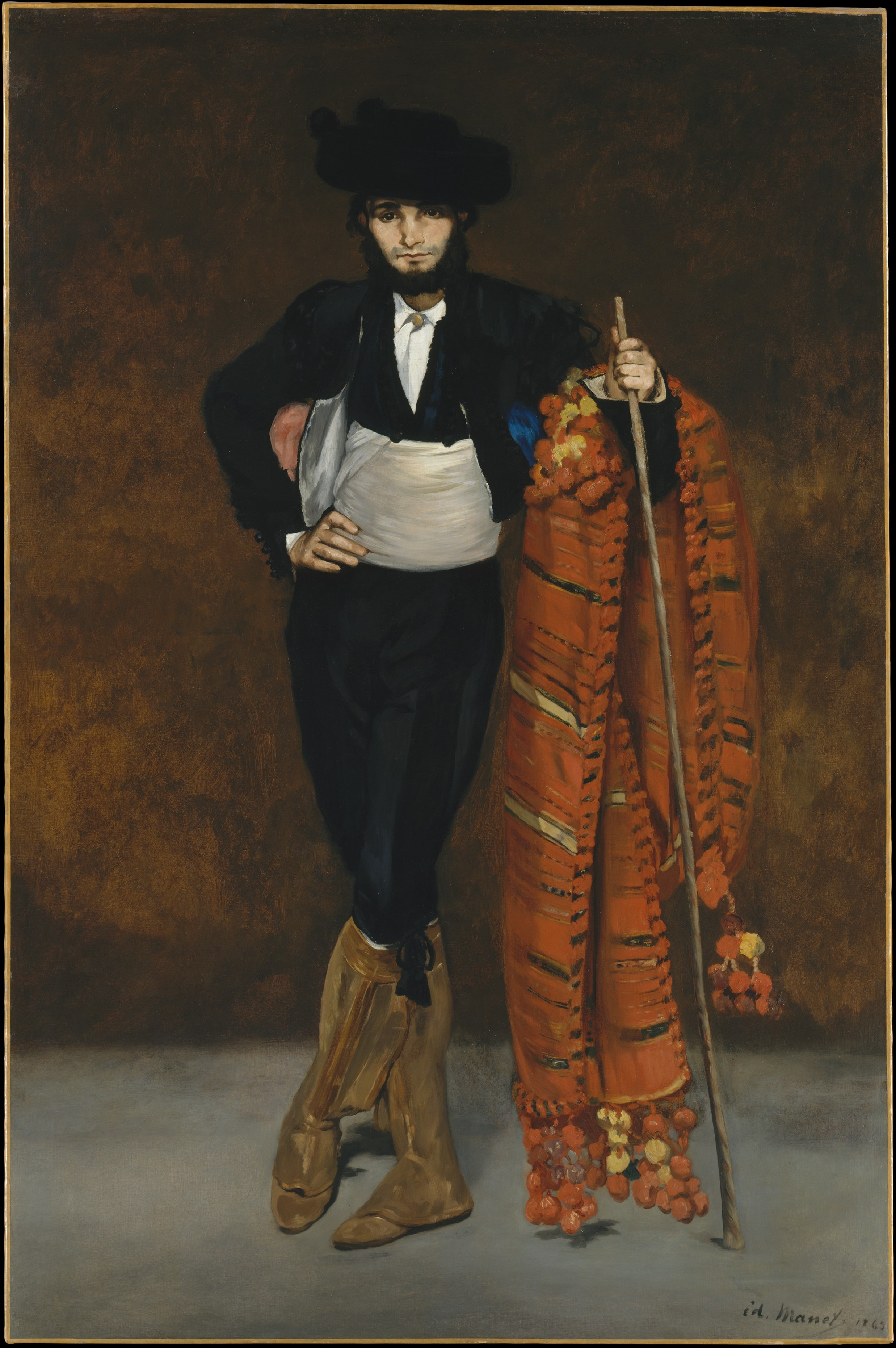
Jove vestit de majo 1863
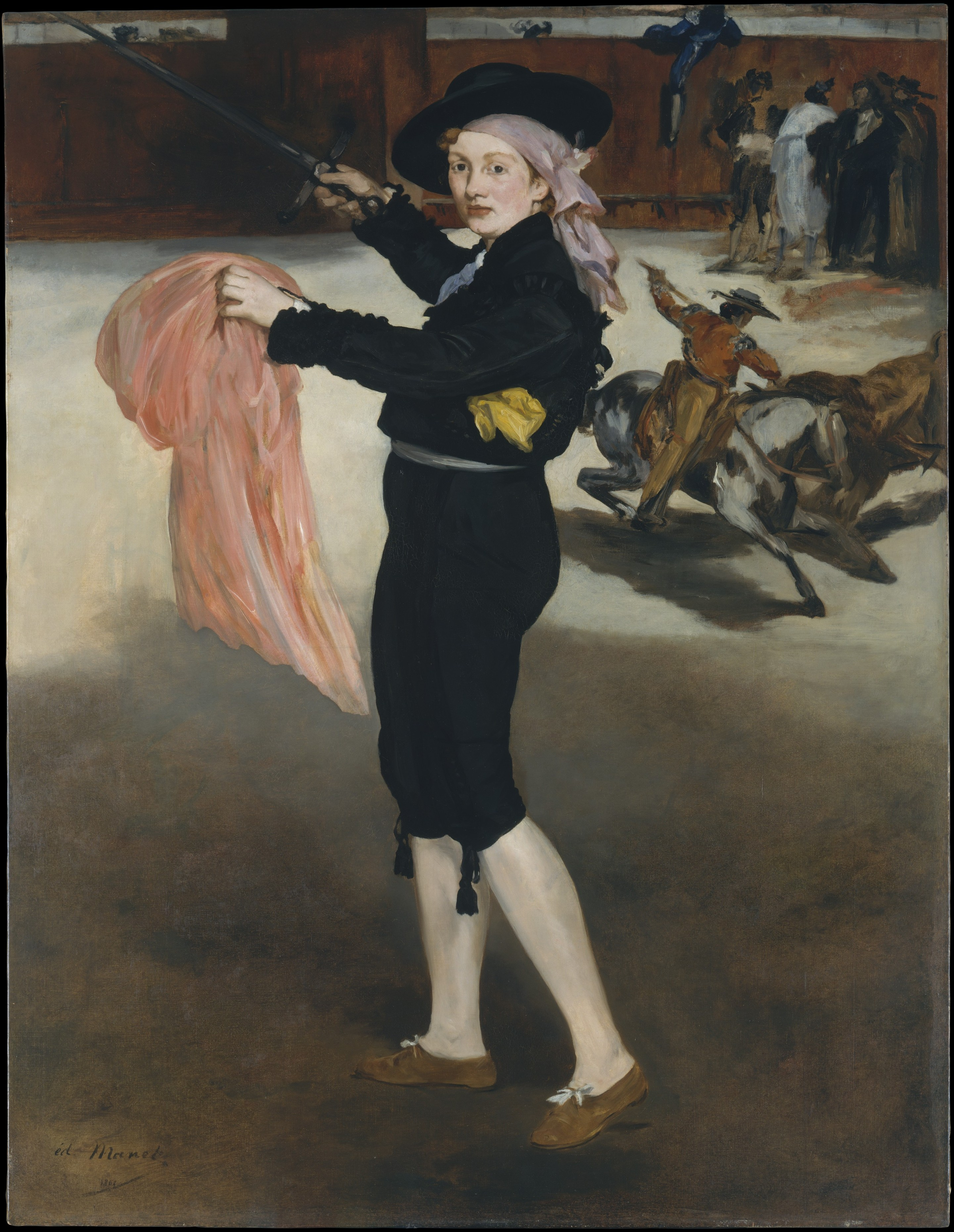
Victorine Meurent en vestid de torero1862